# Kundl
Kundl é um município da Áustria, situado no distrito de Kufstein, no estado do Tirol. Tem 21,89 km² de área e sua população em 2019 foi estimada em 4.635 habitantes.